# Claire Fagin
Claire Mintzer Fagin (Nueva York, 25 de noviembre de 1926-16 de enero de 2024) fue una enfermera, educadora, académica y consultora estadounidense.
Obtuvo una licenciatura en Ciencias de Wagner College, una maestría en enfermería de la Universidad de Columbia y un doctorado de la Universidad de Nueva York.
Sus principales contribuciones a la enfermería fueron: la psiquiátrica, la educación en enfermería y la atención geriátrica, que siempre se subrayaron con una fuerte creencia en el poder del consumidor activista. Como resultado de su trabajo para cambiar las políticas de visitas al hospital, se la considera como una de las fundadoras de atención centrada en la familia, siendo la primera mujer en servir como presidenta de una universidad de la Ivy League.

## Biografía
Fagin era la hija de Mae y Harry Mintzer, inmigrantes a la ciudad de Nueva York. Sus padres deseaban que se convirtiera en médica como su tía, que era dermatóloga en Queens. Ella eligió estudiar enfermería en Wagner College y obtuvo un doctorado en la Universidad de Nueva York. Su disertación doctoral cubrió el concepto de "alojamiento compartido" para padres de niños hospitalizados. Ella continuó su investigación en esta área, lo que influyó en la percepción de las visitas de los padres en los hospitales.
Se desempeñó como decano de la Escuela de Enfermería de la Universidad de Pensilvania desde 1977 hasta 1991, cuando se fue a hacer la investigación en enfermería geriátrica como Académico en Residencia en el Instituto de Medicina , de la Academia Nacional de Ciencias. Fue presidenta presidencial a principios de 1993 en la Universidad de California en San Francisco .
En 1993 fue nombrada presidenta interina de la Universidad de Pensilvania (del 1 de julio de 1993 al 30 de junio de 1994), la primera mujer en servir como presidenta universitaria en cualquier universidad de la Ivy League. Ella continuó centrándose en la enfermería geriátrica después de regresar al profesorado en 1994 y lo ha hecho desde entonces. En 2005 completó cinco años como directora del "Programa de la Fundación John A. Hartford: Creación de capacidad académica de enfermería geriátrica", que se coordina en Washington D. C., en la Academia Americana de Enfermería. Es expresidenta de la Asociación Americana de Ortopsiquiatría
Ella es profesora de liderazgo emérita, decana emérita de la Universidad de Pensilvania y ha recibido 15 doctorados honorarios, así como el prestigioso premio de reconocimiento honorario de la Asociación Americana de Enfermeras. El 30 de noviembre de 2006, el edificio de educación de enfermería de la Universidad de Pensilvania pasó a llamarse Claire M. Fagin Hall.

## Familia
Fagin y su esposo, Samuel Fagin, tienen dos hijos.